# Die Kameliendame (1981)
Die Kameliendame (franz.: La Dame aux camélias, italienisch: La storia vera della signora dalle camelie) ist ein französisch-italienisches Filmdrama aus dem Jahr 1981 unter der Regie von Mauro Bolognini mit Isabelle Huppert in der Hauptrolle. Er erzählt die tatsächliche Geschichte von Alphonsine Plessis, die eine berühmte Kurtisane in Paris wurde und als Inspiration für den Roman La Dame aux camélias von Alexandre Dumas, fils diente, der wiederum zur Vorlage für zahlreiche Theaterstücke, Opern, Ballette und Filme wurde.

## Handlung
Alphonsine, die ohne Mutter in absoluter Armut aufwächst, geht allein nach Paris und findet dort Arbeit als Näherin. Abends arbeiten die meisten der Mädchen, mit denen sie zusammenarbeitet, als Prostituierte, aber eines ist Garderobiere in der Oper und nimmt sie mit, um ihr zu helfen. Der Anblick der gehobenen Gesellschaft weckt in ihr den Wunsch, sich zu vergnügen.
Als Analphabetin, deren einziger Vorteil ihr Körper ist, wird sie bald die Geliebte eines jungen Adligen. Von ihm geht sie zu einem wohlhabenden alten Aristokraten und brennt dann mit dem Grafen de Perregaux nach England durch, der sie dort heiratet. Obwohl er sie zur Gräfin macht und sie auf den Geschmack des Opiums bringt, stellt er fest, dass die Ehe nichts für ihn ist, und lässt ihr die Freiheit, ihr eigenes Leben zu führen. Da es ihr nie an Verehrern mangelt, wird sie zu einer der berühmtesten Kurtisanen von Paris, die sogar Franz Liszt anzieht.
Zu den vielen, die von ihrem Ruhm und ihrem Charme beeindruckt sind, gehört auch der junge Schriftsteller Alexandre Dumas, Sohn des berühmten Schriftstellers Alexandre Dumas, Vater. Er überredet sie, eine Zeit lang bei ihm auf dem Land zu bleiben, in der Hoffnung, dass dies ihre Tuberkulose lindert und ihre wilden Ausgaben eindämmt. Aber sie will so leben, wie sie gelebt hat, und kehrt in ihre Pariser Welt zurück. 1847 stirbt sie im Alter von 23 Jahren und hinterlässt große Schulden. Alexandre macht aus ihrer Geschichte einen Roman, der zu einem Welterfolg wird.